# Give It to Me (canção de Timbaland)
"Give It to Me" é uma canção do cantor, rapper e produtor musical norte-americano Timbaland, com participação dos artistas Nelly Furtado e Justin Timberlake, do segundo álbum solo de Timbaland, Timbaland Presents Shock Value (2007). A canção foi lançada como sendo o primeiro single do álbum.
Os três performaram a canção na famosa premiação Video Music Awards em 2007.

## História
"Give It to Me" é cantada pelos artistas Nelly Furtado, Justin Timberlake, e Timbaland, cada um falando sobre sua ascensão no mundo da música e dando uma resposta a aqueles que tentaram derrubá-los e insultá-los no passado. Cada um dos três possui uma estrofe sua, exceto Nelly Furtado, que canta também os versos do refrão. Metade de seu verso tem como alvo a cantora R&B Fergie.
Em uma entrevista para a MTV, Timbaland revelou que o alvo de seu verso é o produtor Scott Storch, com quem ele compõs a canção de 2002 de Justin Timberlake, "Cry Me a River". Achando que a produção da canção é creditada somente a Timbaland, Storch espalhou ao público que ele ajudou na produção da música e não recebeu os devidos créditos por Timbaland.
Por último, o verso de Timberlake fala sobre o rapper Prince. Prince começou o conflito em um festa de encerramento de um Emmy, declarando que "Para aqueles que acham que eles (Timbaland e Timberlake) estão trazendo o sexy de volta (devido a "SexyBack"), saibam que o sexy jamais se foi!", que causou a resposta de Timberlake.. Quando a canção foi lançada, havia rumores de que o verso de Justin dirigia-se à cantora pop Janet Jackson, mas esse rumor foi descartado um tempo depois.
A canção teve sua estreia oficialmente na 102.7 KIIS-FM em Los Angeles, Califórnia, em 16 de Janeiro de 2007, quando Timbaland apareceu ao vivo na apresentação matutina de On Air with Ryan Seacrest. O single foi lançado nas rádios dos EUA em 25 de Janeiro de 2007.
Um remix de "Give It to Me" caiu na internet em 16 de Abril de 2007, intitulada "Laff at Em (Give It to Me Remix)". A canção tem participação de Jay-Z, que originalmente teria uma participação no álbum Shock Value, mas não terminou sua parte da letra a tempo, e também de Justin Timberlake. Ela também possui uma batida diferente criada por Timbaland. Em 15 de Maio de 2007 foi lançada para download digital.

## Videoclipe
Em 26 de fevereiro, o videoclipe de "Give It to Me" teve sua estreia no Total Request Live da MTV.
Ele mostra Timbaland, Furtado, e Timberlake apresentando a canção no concerto pre-Grammy de 2007, mixado com algumas cenas da preparação do show, e inclui também cenas do ônibus da turnê de Timbaland. O clipe foi dirigido por Paul "Coy" Allen & Timbaland. No mesmo dia, em resposta à canção, Scott Storch lançou uma canção para Timbaland, intitulada "Built Like That", com participação de Nox.

## Formatos e faixas
- CD Maxi-single norte-americano

1. "Give It to Me" (Edição de rádio) – 3:35
2. "Give It to Me" (Versão "suja") – 3:58
3. "Give It to Me" (instrumental) – 3:57
4. "Give It to Me" (A cappella) – 3:30

- CD Single holandês

1. "Give It to Me" (Edição de rádio) – 3:35
2. "Give It to Me" (Instrumental) – 3:57

- Single Remix de BeatBlazer

1. "Give It to Me" (BeatBlazer Remix) – 3:45
2. "Give It to Me" (BeatBlazer Remix Instrumental) – 3:45

- CD Single australiano

1. "Give It to Me" (Edição de rádio) – 3:33
2. "Give It to Me" (Instrumental) – 3:55
3. "Come Around" (Participação de M.I.A) – 3:57
4. "Give It to Me" (Videoclipe) – 3:55

## Performance nas paradas
De acordo com a United World Chart, "Give It to Me" foi a 11ª canção de maior sucesso em 2007, com 4.531.000 pontos.

### Posições
| Top (2007)                         | Melhor posição |
| ---------------------------------- | -------------- |
| Alemanha - Parada de Singles       | 3              |
| Austrália - Parada de Singles ARIA | 16             |
| Brasil - Hot 100 Singles           | 1              |
| Canadá - Parada BDS Airplay        | 1              |
| EUA - Billboard Hot 100            | 1              |
| EUA - Billboard Pop 100            | 1              |
| Europa - Parada de Singles         | 2              |
| França - Parada de Downloads       | 4              |
| Irlanda - Parada de Singles        | 6              |
| Itália - Parada de Singles         | 8              |
| Japão - Tokyo Hot 100 Singles      | 28             |
| Letônia - Parada Airplay           | 29             |
| Lituânia - Parada LCC Airplay      | 2              |
| Nova Zelândia - Parada de Singles  | 2              |
| Noruega - Parada de Singles        | 6              |
| Países Baixos - Top 40 Singles     | 7              |
| Polônia - Parada de Singles        | 4              |
| Portugal - Parada de Singles       | 3              |
| Rússia - Parada de Singles         | 7              |
| Suécia - Parada de Singles         | 21             |
| Suíça - Parada de Singles          | 8              |
| Reino Unido - Parada de Singles    | 1              |
| United World Chart                 | 3              |